# Muzeum Techniki Kolejowej w Nowosybirsku
Nowosybirskie Muzeum Techniki Kolejowej (ros. Новосибирский музей железнодорожной техники), właściwie Nowosybirskie Muzeum Techniki Kolejowej im. Nikołaja Akulinina (ros. Новосибирский музей железнодорожной техники им. Н. А. Акулинина) – muzeum kolejnictwa mieszczące się w Nowosybirsku. Otwarte w 2000 roku, zlokalizowane w pobliżu stacji kolejowej Nowosybirsk-Bierdsk, druga co do wielkości tego typu placówka w Federacji Rosyjskiej (po Centralnym Muzeum Transportu Kolejowego w Petersburgu). W swoich zbiorach posiada kolekcje lokomotyw parowych, spalinowych i elektrycznych, wagonów, różnego typu sprzętu kolejowego oraz zabytków sowieckiej i zagranicznej motoryzacji.

## Historia
Powstanie Muzeum Techniki Kolejowej w Nowosybirsku związane jest z osobą Nikołaja Akulinina. Absolwent Nowosybirskiego Kolejowego Uniwersytetu Państwowego, od 1946 r. związany był z Kolejami Sowieckimi, najpierw w latach 1946–1955 z Koleją Północnokaukaską, a od 1955 r. z różnymi kolejami zlokalizowanymi na Syberii (m.in. w Tomsku i w Barnauł oraz z Koleją Zachodniosyberyjską). W 1984 r. przechodzi on na emeryturę i rozpoczyna pracę nad uruchomieniem w Nowosybirsku Muzeum Techniki Kolejowej. Wiele lat zajęło gromadzenie odpowiednich eksponatów, a dopiero w 1998 r. udało się przekonać zarząd Kolei Zachodniosyberyjskiej do zgody na utworzenie placówki muzealnej, która stała się organem nadzorującym muzeum oraz przekazała grunt pod jego lokalizację. Prace trwały do 2000 r., a muzeum zostało oficjalnie otwarte 4 sierpnia podczas obchodów Dnia Kolejarza. Mimo oporów Akulinina zarząd Kolei Zachodniosyberyjskiej zdecydował nazwać muzeum jego imieniem. Został on także pierwszym dyrektorem.
W swoich zbiorach Nowosybirskie Muzeum Techniki Kolejowej prezentuje parowozy, spalinowozy, elektrowozy, wagony oraz sprzęt kolejowy – głównie produkcji rosyjskiej oraz sowieckiej, pochodzące z XIX i XX wieku. Oprócz tego także lokomotywy wyprodukowane w Stanach Zjednoczonych, Czechosłowacji oraz na Węgrzech. Dodatkowo nowosybirskie muzeum posiada także kolekcję samochodów pochodzących przede wszystkim z czasów Związku Radzieckiego. W ramach tej sekcji muzeum znajdują się tam najsłynniejsze sowieckie marki takie jak GAZ, Moskwicz, ZAZ. Od 2006 r. muzeum eksponuje także zabytkowe samochody produkcji zagranicznej, m.in. amerykańskiej marki Dodge. Znajduje się tu także egzemplarz sowieckiego czołgu T-34. Według pracowników muzeum jest unikalną placówką, gdyż nie skupia się na jednej dziedzinie techniki i transportu kolejowego, lecz prezentuje wiele aspektów – od różnego rodzaju lokomotyw pochodzących z różnych epok i krajów, przez wagony, kończąc na sprzęcie kolejowym oraz eksponatach związanych z motoryzacją. Muzeum Techniki Kolejowej w Nowosybirsku zajmuje się także działalnością edukacyjną. Organizuje warsztaty i spotkania poświęcone zagadnieniom szeroko pojętego kolejnictwa.

## Zbiory

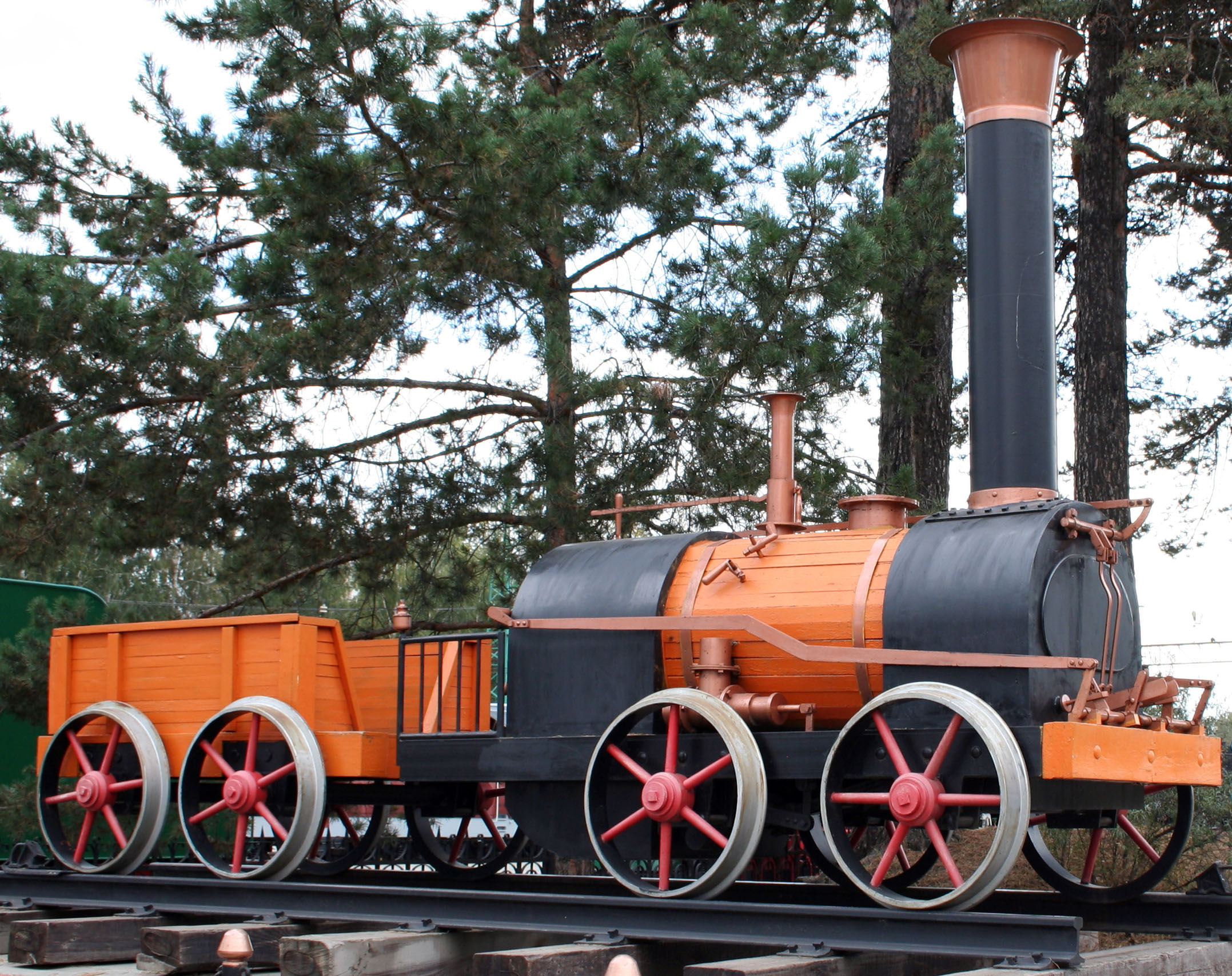
Model pierwszego rosyjskiego parowozu

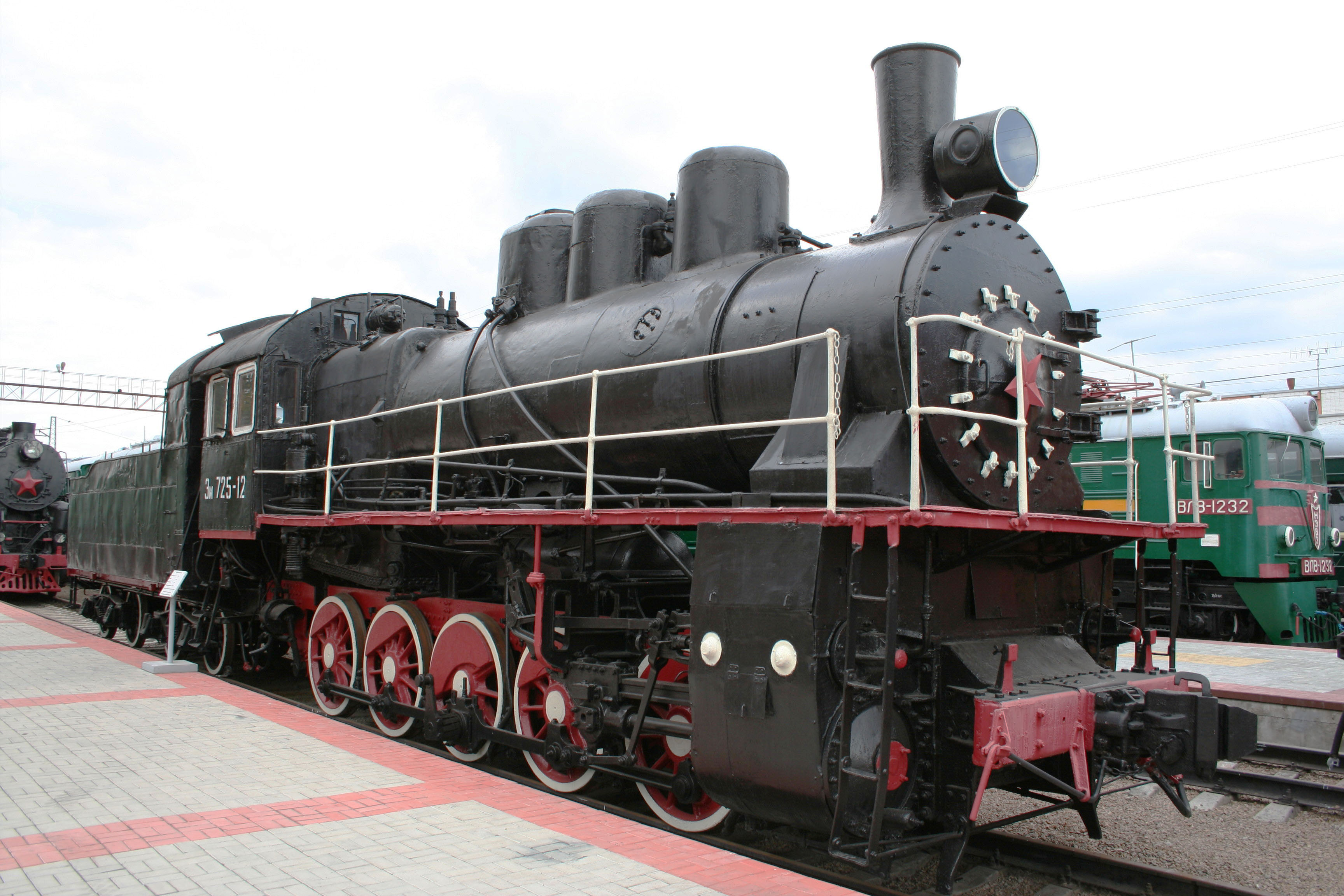
Jeden z parowozów znajdujących się w muzeum

### Lokomotywy parowe
- Lokomotywa parowa P36 (? 097)
- Tendrzak (? 2)
- Lokomotywa parowa Ea (N3078)
- Lokomotywa parowa L (-3993)
- Lokomotywa parowa L (N013)
- Lokomotywa parowa LW (? 040)
- Lokomotywa parowa SO (N17-508)
- Lokomotywa parowa Su (213-42)
- Lokomotywa parowa FD20 (?588)
- Lokomotywa parowa Em (725-12)
- Lokomotywa parowa Er (789-91)
- Makieta pierwszego rosyjskiego parowozu z 1833-1834[2]

### Lokomotywy spalinowe i elektryczne
- Lokomotywa spalinowa M62 (? 500)

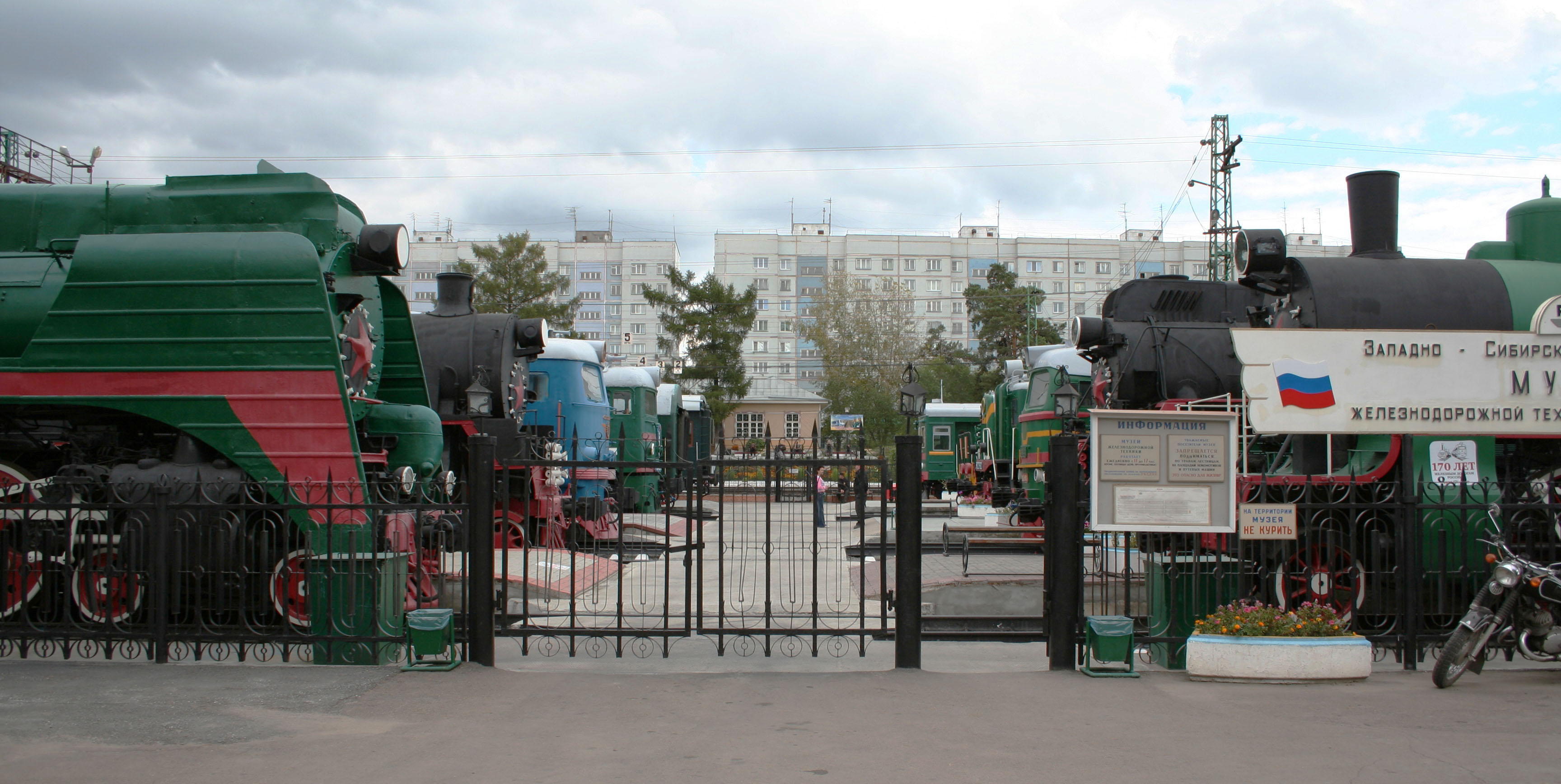
Brama wejściowa do muzeum

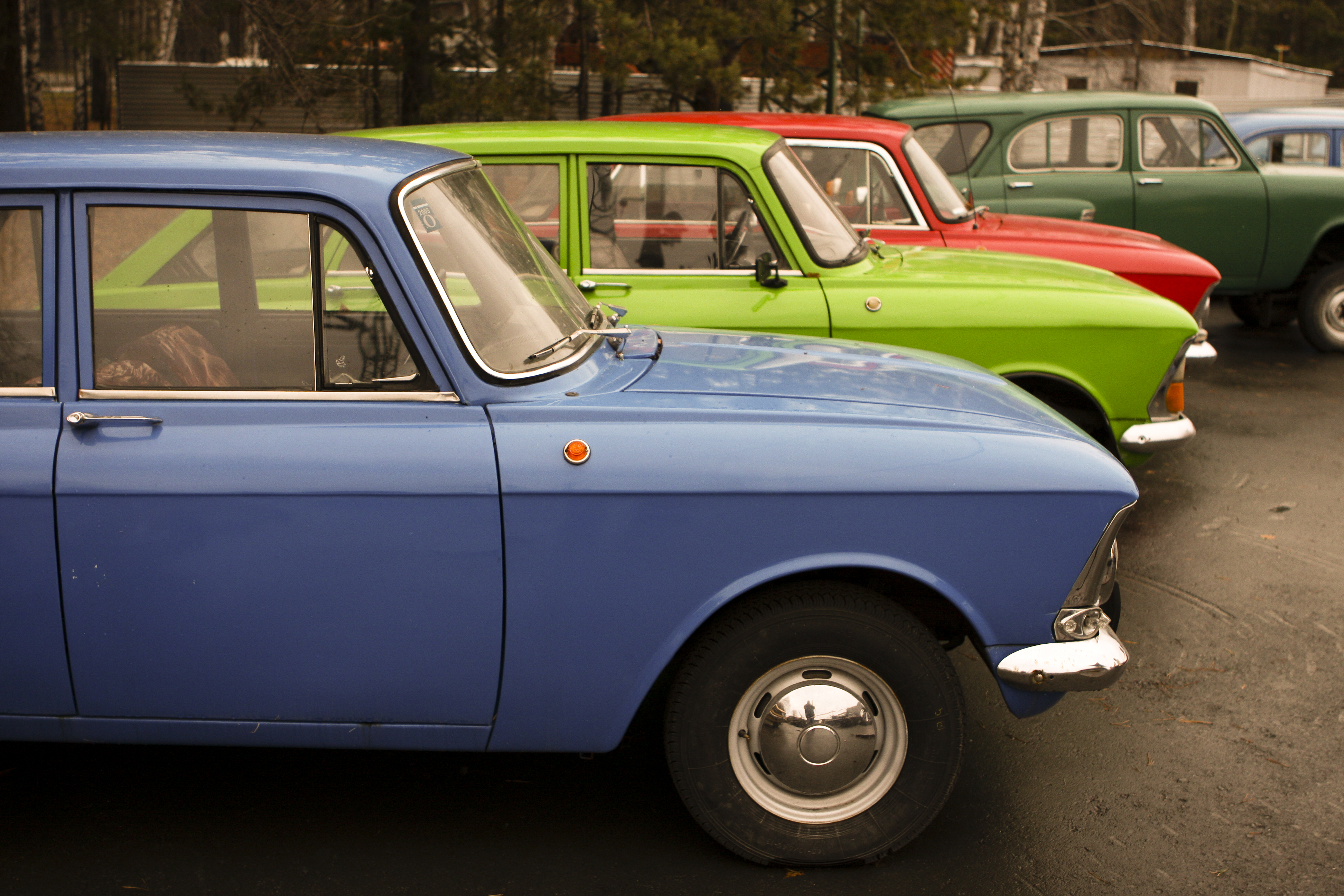
Moskwicze w kolekcji muzeum

- Lokomotywa spalinowa TEM2 (? 2110)
- Lokomotywa spalinowa CzME3 (-5452)
- Lokomotywa spalinowa CzS3 (-73)
- Lokomotywa spalinowa TE10L
- Lokomotywa spalinowa TE10M (-2670)
- Lokomotywa spalinowa 2TE116 (-037)
- Lokomotywa elektryczna WL22m (N 1932)
- Lokomotywa elektryczna WL23 (501)
- Lokomotywa elektryczna WL80c (005)
- Lokomotywa elektryczna WL80c (1066-2)
- Lokomotywa elektryczna WL8 (-1232)
- Lokomotywa elektryczna WŁ10 (? 271)
- Lokomotywa elektryczna WL60k (-649)
- Lokomotywa spalinowa TGM23b (? 1026)
- Lokomotywa spalinowa TGM1 (? 2925)
- Lokomotywa spalinowa TGM4 (? 1676)
- Lokomotywa spalinowa TGK (? 8626)
- Lokomotywa spalinowa TE2 (? 289)
- Lokomotywa spalinowa TEM2 (? 1768)
- Lokomotywa spalinowa TEM15 (-016)
- Lokomotywa spalinowa TEP60 (-1195)
- Lokomotywa spalinowa TEP80 (-0001)
- Lokomotywa spalinowa TE3 (-7376)
- Lokomotywa spalinowa TE7 (-096)
- Lokomotywa spalinowa TEP10 (? 082)
- Lokomotywa spalinowa CzME2 (-508)
- Lokomotywa spalinowa CzS2 (-039)
- Lokomotywa spalinowa CzS4 (-023)

### Wagony i inne
- Salonka Lwa Trockiego[7]

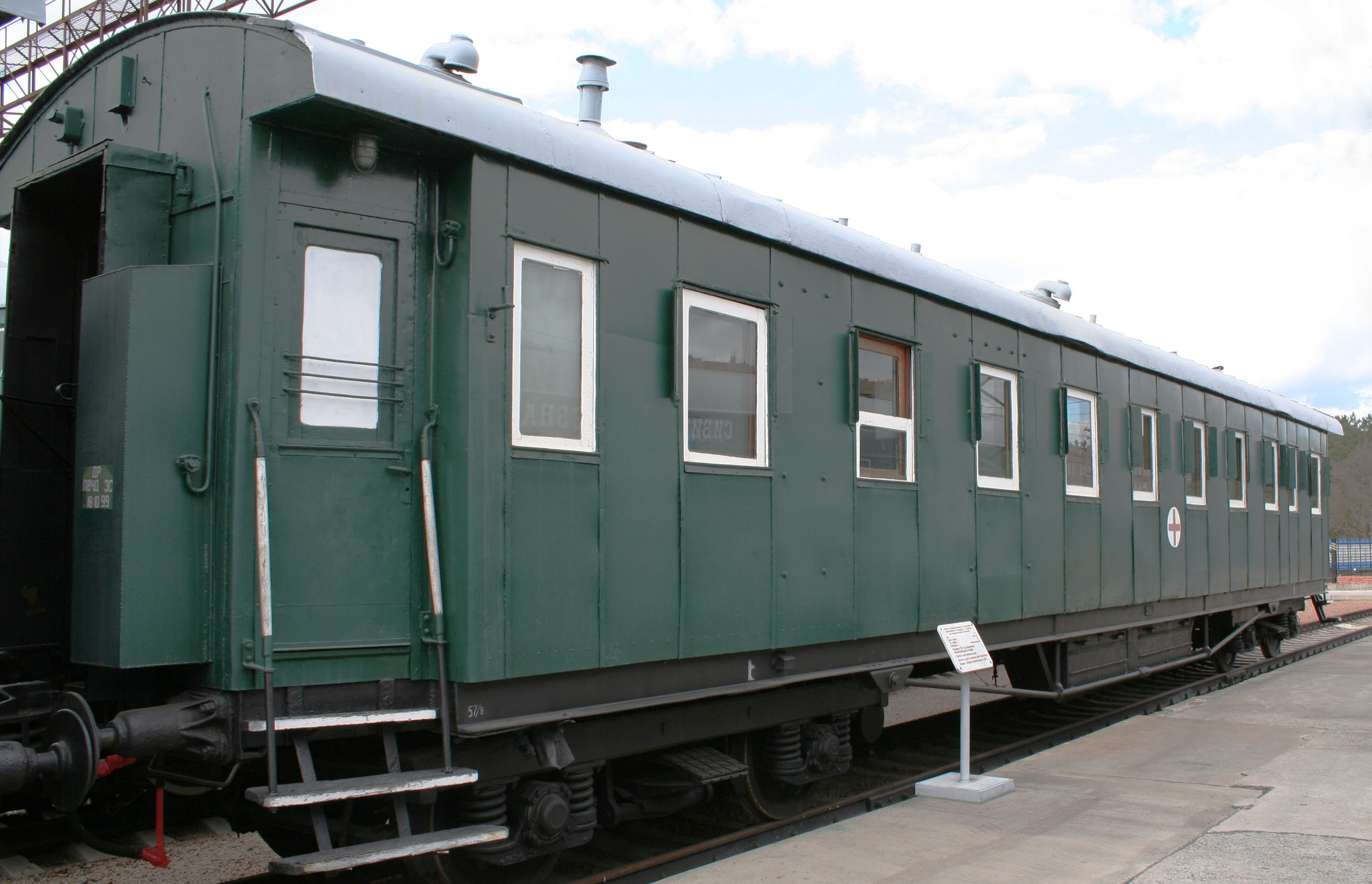
Wagon szpitalny znajdujący się w nowosybirskim muzeum

- Wagon kuchenny pociągu szpitalnego[1]
- Wagon operacyjny pociągu szpitalnego[1]
- Wagon bagażowy
- Wagon-cysterna
- Wagon-chłodnia
- Wagon do przewozu więźniów[2]
- Wagon do przewozu śmieci
- Wagon do przewozu zboża
- Wagon do przewozu ciekłego żeliwa[8]
- Wagon do przewozu alkoholi[1]
- Wagon straży pożarnej[3]
- Kolejowy pług „Taran” do odśnieżania torów[1]